# 吳文煥
吴文焕（1688年—？），字观侯，一字剑虹，福州长乐县人。清朝官员，康熙年间榜眼，官至湖广道监察御史。

## 生平
康熙五十三年，鄉試中舉。[康熙]]六十年（1721年）中式辛丑科一甲第二名进士，授翰林院编修。雍正二年（1724年），出任陕西乡试考官，因与考官李天宠策问该省古代修水利事，被雍正帝斥为“舍今而援古，去近而求远”、“识见卑鄙”，被交部察议处。雍正十年六月，再次充任陕西乡试考官。
乾隆三年（1738年）五月，吴文焕以记名御史用，累迁湖广道监察御史。不久因患病辞官归里。卒年不详。